# Прудентове
Прудентове́ — село в Україні, у Нововасилівській селищній громаді Мелітопольського району Запорізької області. Населення складає 440 осіб. До 2020 року орган місцевого самоврядування — Ганнівська сільська рада.

## Географія
Село Прудентове розташоване за 178 км від обласного центру та 59 км від районного центру, на березі річки Корсак, вище за течією на відстані 4,5 км розташоване село Ганнівка, нижче за течією на відстані 2,5 км — село Степанівка Друга. Річка в цьому місці влітку зазвичай пересихає.

## Історія
Село засноване 1925 року. З 1935 року перебувало в складі Приазовського району.
12 червня 2020 року, відповідно до розпорядження Кабінету Міністрів України № 713-р «Про визначення адміністративних центрів та затвердження територій територіальних громад Запорізької області», Ганнівська сільська рада об'єднана з Нововасилівською селищною громадою.
17 липня 2020 року, в результаті адміністративно-територіальної реформи та ліквідації Приазовського району, село увійшло до складу новоутвореного Мелітопольського району.